# Tập đoàn Công nghiệp Cao su Việt Nam
Tập đoàn Công nghiệp Cao su Việt Nam (tên giao dịch tiếng Anh: Vietnam Rubber Group) là Tập đoàn kinh tế nhà nước, được thành lập trên cơ sở tổ chức lại Tổng Công ty Cao su Việt Nam.
Tập đoàn Công nghiệp Cao su Việt Nam kinh doanh đa ngành, trong đó trồng, chăm sóc, khai thác, chế biến cao su là ngành kinh doanh chính; gắn kết chặt chẽ giữa trồng trọt, khai thác, sản xuất, kinh doanh với khoa học công nghệ, đào tạo; làm nòng cốt thúc đẩy ngành công nghiệp cao su Việt Nam phát triển nhanh, bền vững, hội nhập kinh tế quốc tế.

## Lịch sử
- Ngày 30 Tháng 10 năm 2006, Thủ tướng Chính phủ đã có Quyết định 248/2006/QĐ-TTg Phê duyệt Đề án thí điểm hình thành Tập đoàn Công nghiệp Cao su Việt Nam.
- Ngày 30 Tháng 10 năm 2006, Thủ tướng Chính phủ đã có Quyết định 249/2006/QĐ-TTg Về việc thành lập Công ty mẹ- Tập đoàn Công nghiệp Cao su Việt Nam.
- Ngày 15 Tháng 11 năm 2018, Bộ Nông nghiệp và Phát triển nông thôn chính thức bàn giao Tập đoàn Công nghiệp Cao su Việt Nam về Ủy ban Quản lý vốn nhà nước tại doanh nghiệp quản lý.

## Sản xuất kinh doanh
Lĩnh vực, ngành, nghề kinh doanh của tập đoàn bao gồm:
- Công nghiệp cao su:
  - Trồng, chăm sóc, khai thác và chế biến mủ cao su;
  - Sản xuất, mua bán sản phẩm công nghiệp, cao su, nguyên phụ liệu ngành công nghiệp cao su;
  - Trồng rừng và sản xuất, mua, bán các sản phẩm nguyên liệu (mủ cao su), gỗ thành phẩm;
- Công nghiệp điện:
  - Đầu tư xây dựng, khai thác, vận hành các nhà máy thủy điện, nhiệt điện;
  - bán điện cho các hộ kinh doanh và tiêu dùng theo quy định của pháp luật;
- Nông nghiệp:
  - Chăn nuôi gia súc, trồng các loại cây công nghiệp, chế biến nông sản;
- Cơ khí - Xây dựng:
  - Đúc, cán thép; sửa chữa, lắp ráp, chế tạo các sản phẩm cơ khí và thiết bị công nghiệp khác;
  - Sản xuất, mua bán vật liệu xây dựng;
  - Kinh doanh bất động sản (chỉ thực hiện đối với những dự án được cấp có thẩm quyền phê duyệt và không hoạt động dịch vụ môi giới, định giá, sàn giao dịch bất động sản);
- Giáo dục phổ thông: Bậc trung học;
- Dịch vụ khác:
  - Quản lý, khai thác cảng biển. Kinh doanh vận tải hàng đường bộ, đường thủy nội địa. Dịch vụ xếp dỡ hàng hóa. Dịch vụ giao nhận hàng hóa. Dịch vụ giám định thương mại;
  - Kinh doanh khách sạn, nhà hàng ăn uống. Kinh doanh dịch vụ lữ hành nội địa, quốc tế.
  - Đo đạc bản đồ. Tư vấn đầu tư (trừ tư vấn pháp lý, tài chính, kế toán);
  - Khai thác, cung cấp nước sạch. Xử lý nước thải;
  - Tư vấn khoa học – công nghệ tin học;
- Các ngành nghề khác theo quy định của pháp luật.

## Cơ cấu tổ chức
Cơ cấu Tập đoàn Công nghiệp Cao su Việt Nam bao gồm:
- Công ty mẹ - Tập đoàn Công nghiệp Cao su Việt Nam là công ty nhà nước; được Nhà nước giao đất để thống nhất quản lý và bố trí diện tích sản xuất, kinh doanh cao su cho các công ty con; có chức năng đầu tư tài chính vào các doanh nghiệp khác; giữ quyền chi phối các công ty con thông qua quản lý quỹ đất, vốn, công nghệ, thương hiệu, thị trường; trực tiếp kinh doanh và bảo đảm việc thực hiện các nhiệm vụ Nhà nước giao theo quy định của pháp luật;
- Các tổng công ty do Công ty mẹ - Tập đoàn Công nghiệp Cao su Việt Nam nắm giữ 100% vốn điều lệ, hoạt động theo mô hình công ty mẹ - công ty con:
  - Tổng công ty Cao su Đồng Nai.
  - Tổng công ty Công nghiệp cao su.
  - Tổng công ty Cao su Việt Lào.
- Công ty con do Công ty mẹ - Tập đoàn Công nghiệp Cao su Việt Nam nắm giữ 100% vốn điều lệ:
  - Công ty Cao su Dầu Tiếng.
  - Công ty TNHH 1TV Tài chính cao su.
- Các công ty do Công ty mẹ - Tập đoàn Công nghiệp Cao su Việt Nam nắm giữ trên 50% vốn điều lệ:
  - Công ty cổ phần Cao su Hoà Bình;
  - Công ty cổ phần Đầu tư và Phát triển khu công nghiệp Hố Nai;
  - Công ty cổ phần Sông Côn;
  - Công ty TNHH BOT 741 Bình Dương;
  - Công ty Cao su Bà Rịa;
  - Công ty Cao su Phước Hòa;
  - Công ty Cao su Bình Long;
  - Công ty Cao su Lộc Ninh;
  - Công ty Cao su Đồng Phú;
  - Công ty Cao su Phú Riềng;
  - Công ty cổ phần cao su Lai Châu;
  - Công ty cổ phần cao su Lai Châu 2;
  - Công ty cổ phần cao su Sơn La;
  - Công ty cổ phần cao su Điện Biên;
  - Công ty cổ phần cao su Yên Bái;
  - Công ty cổ phần phát triển Đô thị và Khu công nghiệp Cao su Việt Nam;
  - Công ty cổ phần cao su Hà Giang;
  - Công ty Cao su Tân Biên;
  - Công ty Cao su Krông Buk;
  - Công ty Cao su Eah Leo;
  - Công ty Cao su Chư Păh;
  - Công ty Cao su Chư Prông;
  - Công ty Cao su Mang Yang;
  - Công ty Cao su Chư Sê;
  - Công ty Cao su Kon Tum;
  - Công ty Cao su Bình Thuận;
  - Công ty Cao su Quảng Trị;
  - Công ty Cao su Quảng Nam;
  - Công ty Cao su Quảng Ngãi;
  - Công ty Cao su Hà Tĩnh;
  - Công ty Cao su Thanh Hoá;
  - Công ty Cơ khí Cao su;
  - Công ty TNHH một thành viên Cao su Tây Ninh;
  - Công ty cổ phần đầu tư và phát triển cao su Nghệ An.
- Các công ty do Công ty mẹ - Tập đoàn Công nghiệp Cao su Việt Nam nắm giữ dưới 50% vốn điều lệ:
  - CTCP Kho vận và Dịch vụ hàng hoá;
  - CTCP Cao Su Kỹ thuật Đồng Phú (DORUFOAM);
  - CTCP Kỹ thuật Xây dựng cơ bản và Địa ốc cao su;
  - CTCP Đầu tư Xây dựng cao su;
  - CTCP Xây dựng và Tư vấn đầu tư;
  - CTCP Dịch vụ Thương mại và Du lịch cao su;
  - CTCP Fico ciment Tây Ninh;
  - CTCP Khu Công nghiệp Nam Tân Uyên;
  - CTCP Đầu tư và Xây dựng cầu Hàn;
  - CTCP Đầu tư Phát triển đô thị & Khu công nghiệp Geruco;
  - CTCP Thống Nhất;
  - CTCP Thủy điện Cửa Đạt;
  - CT TNHH BOT Cơ sở hạ tầng Đồng Tháp.
  - Xí nghiệp Liên doanh Visorutex.
- Các đơn vị sự nghiệp có thu do Công ty mẹ - Tập đoàn Công nghiệp Cao su Việt Nam giữ 100% vốn:
  - Viện nghiên cứu Cao su Việt Nam.
  - Trường Cao đẳng Công Nghiệp cao su.
  - Trung tâm Y tế cao su.
  - Tạp chí Cao su Việt Nam.